# Cérilly (Yonne)
Cérilly és un municipi francès situat al departament del Yonne, a la regió de Borgonya - Franc Comtat.